# N6 (België)
De N6 is een gewestweg in België. Het is een van de negen grote N-wegen die vanuit de hoofdstad Brussel in het centrum van het land tot aan de grenzen lopen.

## Traject
De N6 loopt vanaf de Anderlechtpoort in Brussel naar het zuiden. Via Halle en Bergen bereikt de N6 de Franse grens nabij Maubeuge, waar de N6 overgaat in de Franse N2 richting Parijs. De weg heeft een totale lengte van 66 kilometer. Tegenwoordig vormt de A7/E19 een sneller alternatief voor de route Brussel-Parijs.

## Geschiedenis
De weg tussen Brussel, via Anderlecht en Halle naar Bergen werd aangelegd door de Franse bezetter tijdens de Spaanse Successieoorlog tussen 1704 en 1718. De weg was aldus een van de eerste steenwegen van de Zuidelijke Nederlanden. Het deel tussen Anderlecht en Halle werd aangelegd rond de periode 1704-1706. In 1811 werd de weg geselecteerd als routes impériale door de Franse keizer Napoleon Bonaparte. Deze Route impériale 2 leidde van Parijs naar Amsterdam. Vóór 1985 heette deze weg de N7, vandaar dat de vervangende autosnelweg de A7 werd genoemd. De 'oude' N6 liep van Waterloo, waar hij afsplitste van de N5, via Nijvel, Chapelle-lez-Herlaimont, Anderlues en Thuin naar Beaumont.

## Plaatsen langs de N6
- Brussel
- Anderlecht
- Sint-Pieters-Leeuw
- Halle
- Tubeke
- 's-Gravenbrakel
- Zinnik
- Nimy
- Bergen
- Asquillies